# Lucky Luke: Outlaws
Lucky Luke: Outlaws est un jeu vidéo de tir sorti en mars 2006 sur Android et iOS, développé par The Mighty Troglodytes.

## Scénario

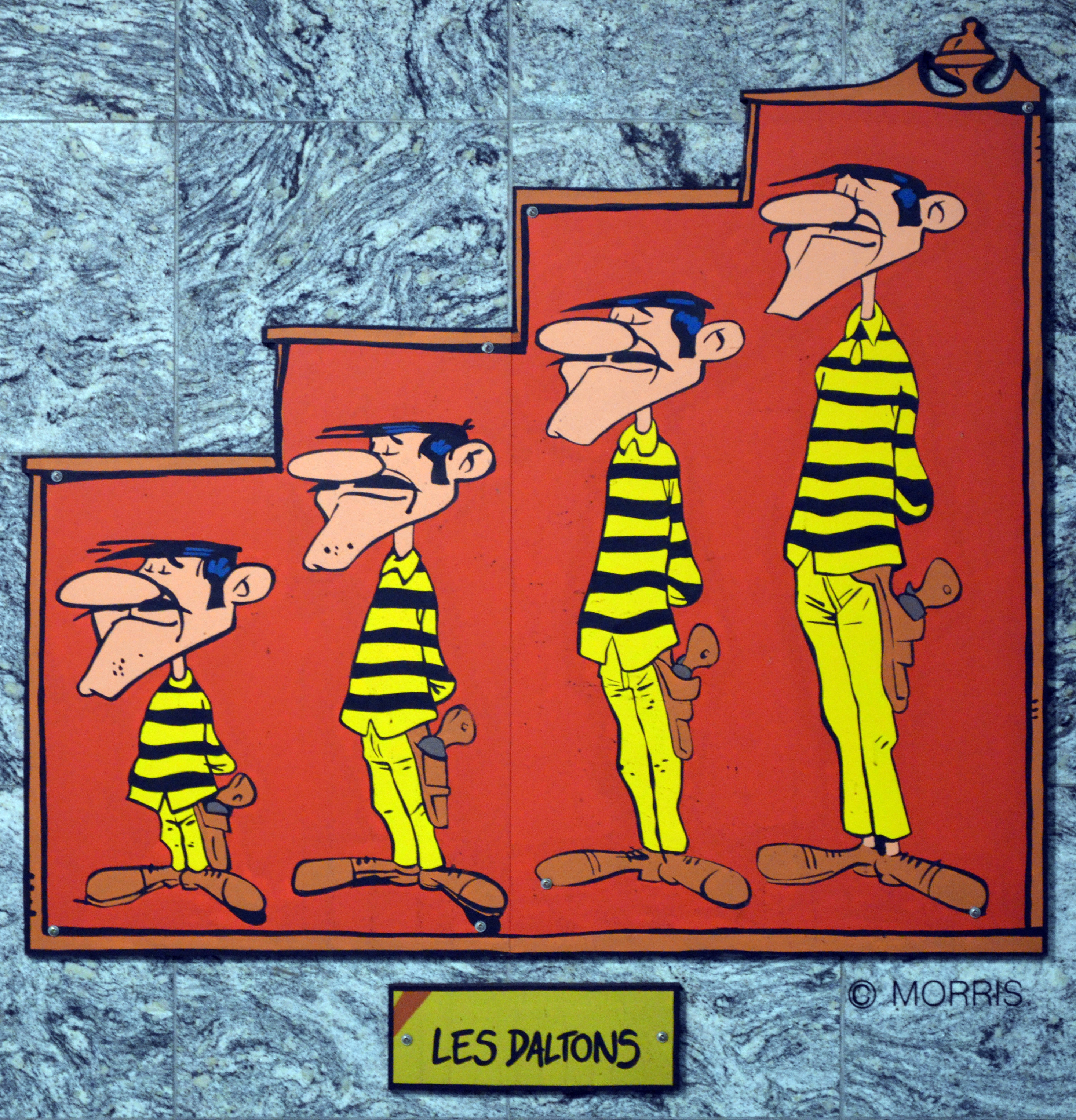
Le joueur affronte les Daltons à la fin du jeu.

Lucky Luke apprend l'évasion des frères Dalton et d’autres bandits, qu'il soupçonne d'avoir dévalisé un train transportant l'or de la banque fédérale. Ces doutes se confirment lorsque les frères Dalton décident de kidnapper la fille du directeur de la banque, qui était à bord du train, contre rançon. Lucky Luke, aux côtés de son cheval Jolly Jumper et de Rantanplan, doit délivrer l'otage et ramener l'ordre en ville.

## Système de jeu
Lucky Luke: Outlaws est un jeu de tir en 2D à la première personne. Le jeu commence avec un nombre de points de vie correspondant à l'un des trois niveaux de difficulté, et un colt avec un nombre limité de balles. Le joueur doit désarmer ses adversaires en déplaçant un curseur en forme de croix sur l'écran et en tirant au bon moment. Quatre flèches clignotantes indiquent où trouver les adversaires. Si le joueur prend trop de temps, un chronomètre se déclenche et lorsque le compte à rebours est terminé, Lucky Luke perd une vie. Lorsqu'il bat un adversaire, Lucky Luke récupère parfois de l'argent ou des balles supplémentaires, ainsi que des points supplémentaires. Si un adversaire n'est pas trouvé à temps, Lucky Luke peut esquiver un tir en appuyant sur une touche. Si la tentative d'esquive est réussie, le joueur doit alors trouver le tireur pour le désarmer et attaquer l'adversaire suivant. Certains ennemis ont également des otages sur lesquels il est impossible de tirer. Les niveaux, qui sont au nombre de 5, contiennent des bonus cachés dans le décor, comme de l'argent et des balles. Le dernier niveau se termine par un affrontement avec les frères Dalton.
Le jeu est exclusif en Europe et ne connait aucune date de sortie en Amérique du Nord.